# 伯靈蓋姆 (堪薩斯州)
伯靈蓋姆（英語：Burlingame）是一個位於美國堪薩斯州歐塞奇縣的城市。

## 地方資料
根據2020年美國人口普查的數據，伯靈蓋姆的面積為2.29平方千米，當中陸地面積為2.29平方千米，而水域面積為0.00平方千米。當地共有人口971人，而人口密度為每平方千米424.02人。